# 羅曼史特別法
《羅曼史特別法》（部份中文翻譯成《浪漫特別法》）是一部由大韓民國最高法院與Channel A聯合製作的網路劇，由朴初瓏、金旻奎、韓相爀、柳鎮等人主演，主軸為首爾東部地方法院數位法官與公司老闆之愛情故事，並同時藉此對韓國人民宣傳法律觀念或宣揚目前法院的新科技。

## 各集內容
| 集數 | 日期           | 標題                                     | 宣傳的法律內容 |
| 1    | 2017年10月24日 | 第一條：偶然法，總是悄無聲息             | 真述輔助人制   |
| 2    | 2017年10月26日 | 第二條：必然法，命運般同居？！           | 不適用         |
| 3    | 2017年10月31日 | 第三條：悸動法，看似被撩 看似上鉤        | 電子訴訟系統   |
| 4    | 2017年11月2日  | 第四條：欲擒故縱法，冰冷的頭腦和溫暖的心 | 國民參與裁判制 |
| 5    | 2017年11月7日  | 第五條：忌妒法，事件的真相               | 調解流程       |
| 6    | 2017年11月9日  | 第六條：特別法，所以才更特別             | 不適用         |

## 演出陣容

### 主要人物
| 演員   | 角色   | 介紹 |
| 朴初瓏 | 徐智慧 | 活在當下且充滿希望的「初瓏工坊」老闆，販售親手製作且有質感的家俱為主。高中時就讀振遠高中，與姜世雄同班過。父母在鄉下營運青少年恢復中心，於自願服務時與鄭義贊相識。 |
| 金旻奎 | 鄭義贊 | 很溫暖具有人情味的法官。對徐智慧偽稱是平凡的公務員，但被姜世雄意外戳破。                                                                                           |
| 韓相爀 | 姜世雄 | 童年時是問題兒童，長大後努力成為事務官。高中時就讀振遠高中，與徐智慧同班過，並擔任班長，當時綽號為「蝦條」。                                                       |
| 柳鎮   | 李東勛 | 資深法官 。 |

## 備註
1. ↑  韓國民事訴訟法143條2項：因精神或身體上受限制，而有礙真述的當事人，可以一同與輔助人出庭真述。（但此輔助人並非證人，僅能依照當事人意義進行轉達，而不能作證。）此外，需事先向法院遞出真述輔助人申請書後輔助人方能出庭。
2. ↑  本集僅10分17秒
3. ↑  法官可透過手機或筆電等電子設備，於開庭前提前閱讀原告／被告雙方提出的訴訟證據或資料，同時亦能利用此系統確定訴訟程序。
4. ↑  即陪審制，陪審的國民們可調查檢察官與被告雙方提出的證據，之後也可國民審問被告人，並於聽取檢察官與被告人的最終發言，最終由陪審國民共同做出最終評議與量刑意見書。

## 外部連結
- Naver Tvcast官方網站 （页面存档备份，存于）
- Convergence TV的Facebook
- Convergence TV的V LIVE （页面存档备份，存于）